# Henri Schwery
Henri Schwery (ur. 14 czerwca 1932 w Saint-Léonard, zm. 7 stycznia 2021 tamże) – szwajcarski duchowny katolicki, biskup Sionu, przewodniczący Konferencji Episkopatu Szwajcarii, kardynał.

## Życiorys
Studiował w seminarium i kolegium w Sionie, potem na Papieskim Uniwersytecie Gregoriańskim w Rzymie, a także nauki ścisłe (matematykę i fizykę teoretyczną) na Uniwersytecie we Fryburgu. Przyjął święcenia kapłańskie w rodzinnym Saint-Leonard 7 lipca 1957. Od 1961 pracował jako duszpasterz w diecezji Sion, był także kapelanem młodzieży studenckiej związanej z Akcją Katolicką i kapelanem wojskowym, wykładowcą (w latach 1972–1977 rektorem) kolegium w Sionie, dyrektorem niższego seminarium oraz moderatorem synodu diecezjalnego.
22 lipca 1977 został biskupem Sionu (z tytułem personalnym arcybiskupa), odebrał sakrę biskupią 17 września 1977 z rąk Nestora Adama, odchodzącego zwierzchnika diecezji Sion. Brał udział w sesjach Światowego Synodu Biskupów w Watykanie, w tym w sesji specjalnej poświęconej Kościołowi europejskiemu w 1991. Nosi tytuł honorowego kanonika opactwa terytorialnego Saint-Maurice d’Agaunne. W latach 1983–1988 stał na czele Konferencji Episkopatu Szwajcarii. W czerwcu 1991 Jan Paweł II wyniósł go do godności kardynalskiej, nadając tytuł prezbitera Ss. Protomartiri a Via Aurelia Antica. W 1993 Schwery został włączony w skład Rady Kardynalskiej ds. badania Ekonomicznych i Organizacyjnych Problemów Stolicy Świętej.
1 kwietnia 1995 zrezygnował z rządów diecezją Sion. Kilkakrotnie reprezentował papieża na uroczystościach religijnych i rocznicowych w charakterze specjalnego wysłannika; jest kawalerem Wielkiego Krzyża Zakonu Rycerskiego Obrońców Grobu Świętego w Jerozolimie i Wielkim Protektorem Duchowym związanego z domem Hohenstaufów Orderu Świętego Gereona.
Brał udział w konklawe 2005, które wybrało papieża Benedykta XVI.
14 czerwca 2012 w związku z osiemdziesiątymi urodzinami stracił prawo do udziału w przyszłych konklawe.